# 赫里斯季尼夫卡 (納羅季奇區)
51°14′23″N 29°12′25″E / 51.23972°N 29.20694°E
赫里斯季尼夫卡（烏克蘭語：Христинівка），是烏克蘭北部的村莊，隸屬日托米爾州的科羅斯滕區。該村始建於1664年，面積1.17平方公里，海拔高度128米，2001年人口57，人口密度每平方公里48.72人。